# Кирило-Мефодіївський жіночий монастир (Свалява)
Кирило-Мефодіївський жіночий монастир — монастир УПЦ (Московський патріархат), що знаходиться в селі Драчино, неподалік Сваляви, Закарпатської області.

## Опис
Засновником обителі є благочинний Свалявського району, настоятель Свято-Різдва Богородиці храму в Сваляві, протоієрей Василій Барна.
Ідея створення жіночого монастиря у Василя Барни з'явилась 1988 року, коли він був переведений на пастирське служіння до Сваляви.
1992 року Барна поїхав до правлячого архієрея. Він звернувся за благословенням до єпископа Мукачівського і Ужгородського Євфімія Шутака з проханням про відкриття монастиря та початок будівництва. Благословення було отримане.
Восени 1992 року було освячено місце під фундамент для житлового корпусу в якому згодом розмістився і перший домовий храм на честь Кирила та Мефодія.
1994 року на місці, де розташовується часовня на честь св. вмч. Пантелеймона, Василій освятив кам'яний хрест. До 1997 року біля нього щороку 24 травня керівний єпископ в день пам'яті Кирила та Мефодія звершував літургію.

1995 — для організації постійного монашого життя до монастиря була направлена монахиня Феодосія (Іляшевич) та послушниця Ганна. Обидві були насельницями Свято-Миколаївського жіночого монастиря в Мукачеві. Феодосія прийняла постриг в схіму з іменем Меланія. Ганна померла і похоронена на монастирському кладовищі у Свято-Миколаївському жіночому монастирі в Мукачеві.

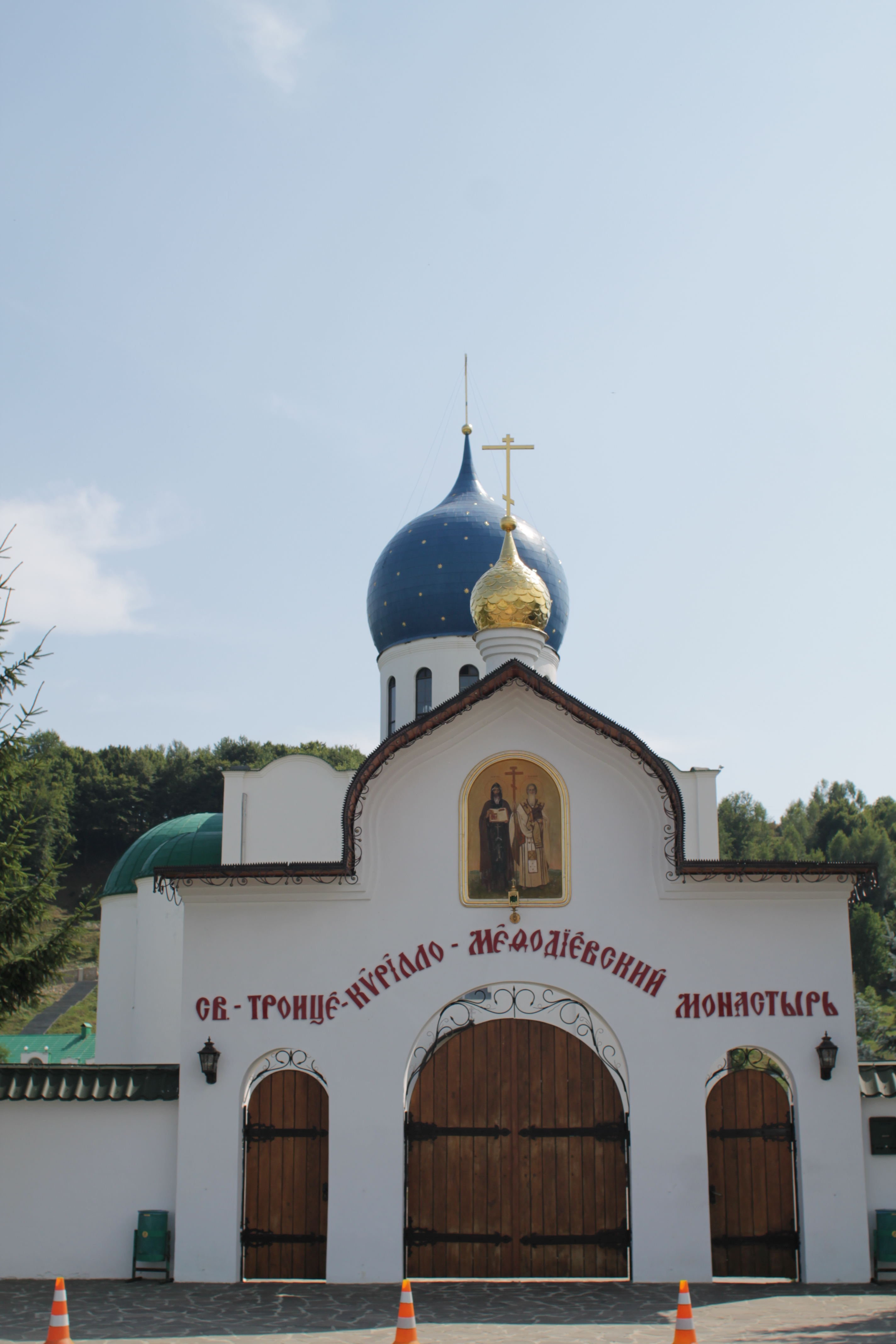
Вхід до споруди

Відкриття монастиря відбулося 27 липня 1996 року. Перша настоятелька — монахиня Ніна (Мізун). Почала роботу 18 жовтня 1996 року, раніше — монахиня Свято-Вознесенського жіночого монастиря в селі Чумальово.
8 квітня 1997 — протоієрей Михайло Кюкало освятив фундамент головного монастиря. Храм зведено за архітектурним типом російського храму Покрова Пресвятої Богородиці, що знаходиться на р. Нерлі, (Боголюбово Володимирської області в Росії). В Почаївській лаврі виготовили 150 зірок, встановлених на синьому куполі.
У зв'язку з будівництвом головного Свято-Троїцького храму жіночий монастир було перейменовано на Свято-Тройце-Кирило-Мефодіївський.
На території обителі будують каплицю на честь святого великомученика і цілителя Пантелеймона, її фундамент освячений єпископом Мукачівським і Ужгородським Агапітом (Бевциком) 9 серпня 2007 року.
Першим священиком, який розпочав служіння у відкритому монастирі став Василій Барна. У 1995—1996 ієромонах зі Свято-Серафимівського жіночого монастиря в с. Приборжавське Феодосій (Поляк). Також тут служив протоієрей Михаїл Кюкало (1997). Згодом пастирське служіння в обителі розпочав ієромонах Варфоломей (Кіс) (з 1997 року). В подальшому для пастирського служіння в обителі був направлений архімандрит Василій (Садварій).